# Renealmia erythrocarpa
Renealmia erythrocarpa là một loài thực vật có hoa trong họ Gừng. Loài này được Standl. miêu tả khoa học đầu tiên năm 1927.